# Marvel Zombies 5
Marvel Ƶombies V (Titulada en España ''Marvel Zombis 5: La Bella, El Pato y El Robot'') es una serie de cómics estadounidense publicada por Marvel Comics, entre junio y octubre de 2010. Es la Quinta Parte de la serie Marvel Ƶombies.
La serie está escrita por Fred Van Lente, dibujado por José Ángel Cano López, con portadas realizadas por Greg Land.  

## Sinopsis
Morbius encarga a dos agentes de A.R.M.O.R., El Hombre Máquina y Howard el pato, la recolección de muestras de las diferentes variedades del virus zombi de cada realidad, para que él pueda encontrar una cura para su amigo infectado, Jack Russell. A través de su viaje se les une Jacali Kane, la hija de Harry Kane, el supervillano del viejo oeste también conocido como el Huracán.
El equipo viaja a través de 5 realidades. Cada realidad tiene su propia versión del virus, imitando una película de terror popular (cada variante se identifica con el apellido del director de dicha película, por ejemplo "zombies tipo Romero", "Tipo Raimi", "tipo Boyle", etc).
Cada realidad a su vez se basa en cómics que la editorial ha publicado que no pertenecen (o no se enmarcan estrictamente) al género de los superhéroes, estos son: una distopía ciberpunk, un mundo medieval, el universo de Killraven donde no sólo la Guerra de los Mundos de H. G. Wells ocurrió sino que los marcianos regresaron un siglo después y conquistaron la Tierra, el Lejano Oeste marvelita de Rawhide Kid, Kid Colt, Dos Pistolas Kid y otros pistoleros; e inclusive el mundo real dónde los superhéroes son personajes de ficción. La historieta cuenta con las apariciones especiales de varios personajes de los cómics de Marvel, como Howard Stark, Killraven, Thor, Yocasta y Arno Stark ( Hombre de Acero del futuro).